# Cyclopina gracilis
Cyclopina gracilis är en kräftdjursart som beskrevs av Claus 1863. I den svenska databasen Dyntaxa används istället namnet Cyclopinula gracilis. Cyclopina gracilis ingår i släktet Cyclopina och familjen Cyclopinidae. Arten är reproducerande i Sverige. Inga underarter finns listade i Catalogue of Life.